# Villajoyosa

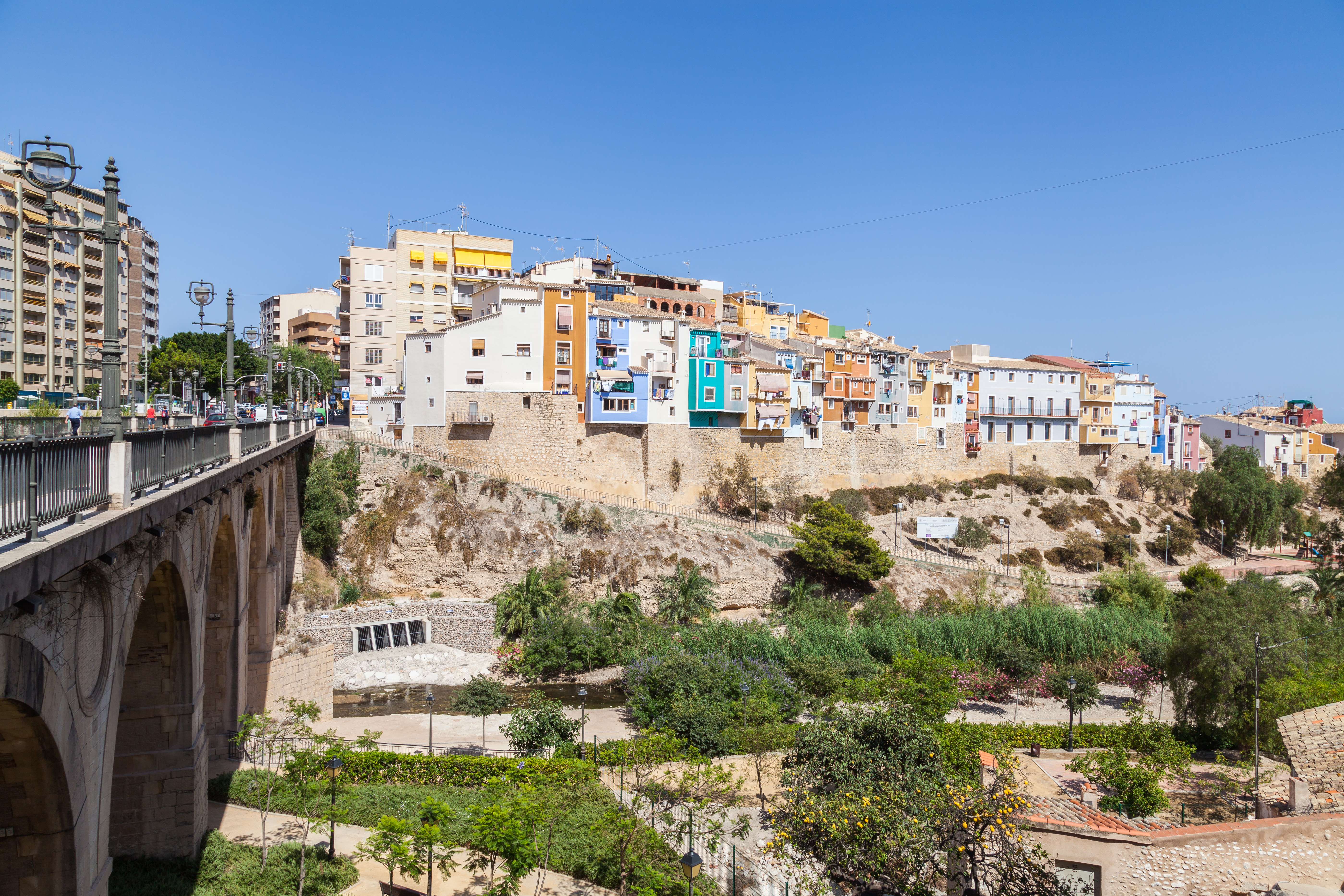
Bunte Häuser in Villajoyosa

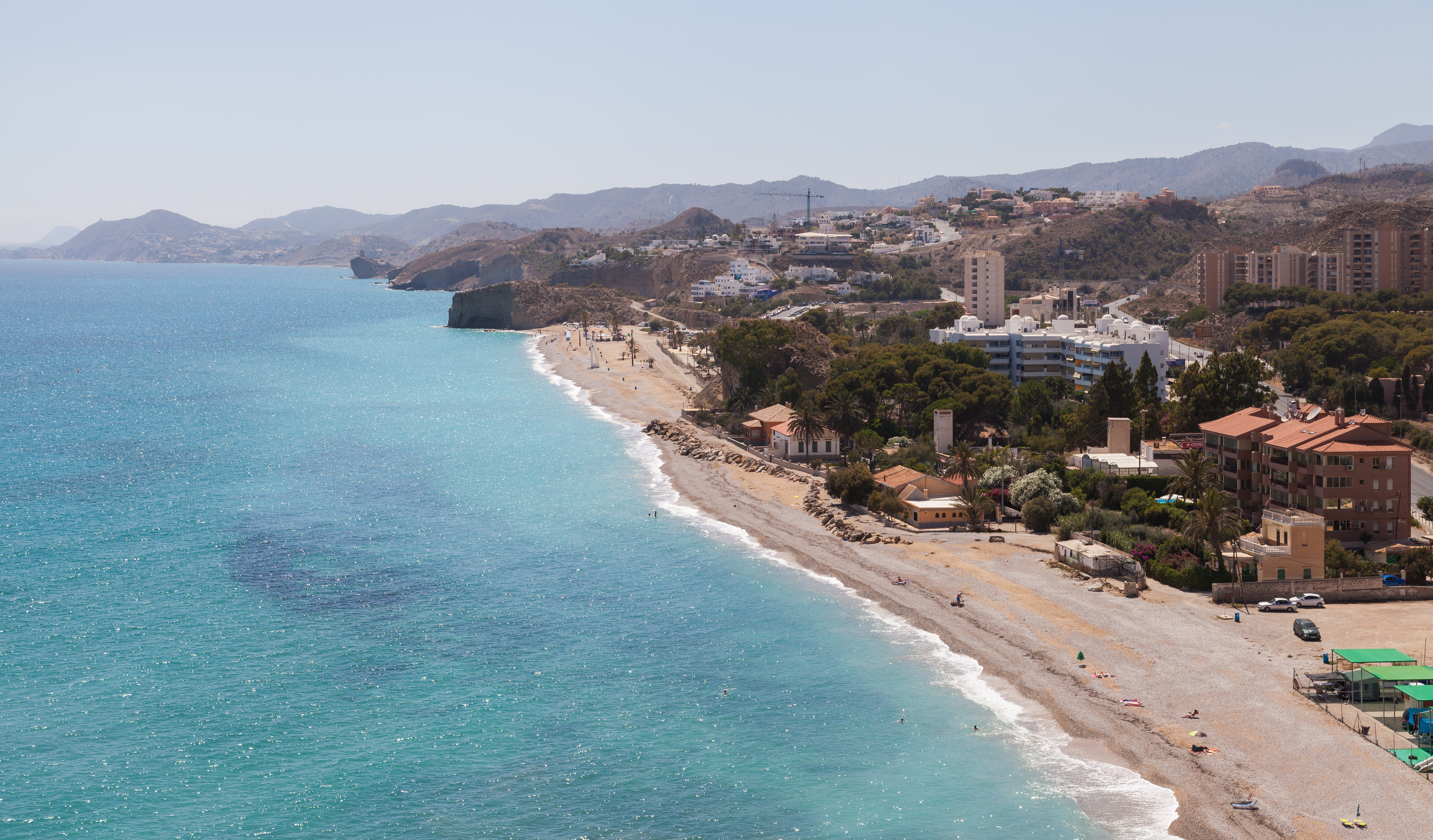
Der städtische Strand

Villajoyosa (spanisch) oder La Vila Joiosa (valencianisch; auch häufig als „La Vila“ bezeichnet) ist eine Stadt an der spanischen Costa Blanca. Sie liegt geographisch zwischen Benidorm und Alicante.

## Stadtbild
Villajoyosa verfügt über einen gut erhaltenen historischen Ortskern. Berühmt sind die bunt, in Pastellfarben angemalten Häuser, die sich als Stadtportrait auf fast allen Postkarten wiederfinden. Villajoyosa hat einen großen Sandstrand, eine Markthalle, die unter der Woche jeden Tag geöffnet ist, und einen Hafen, der sowohl von Fischereibooten wie auch Privat-Jachten und kleineren Ausflugsbooten angesteuert wird.

## Feste
Jedes Jahr Ende Juli wird in Villajoyosa das Fest Moros y Cristianos gefeiert. Wie in vielen spanischen Städten wird dabei der Reconquista der Vertreibung der Mauren durch die Christen gedacht. Höhepunkt der Feierlichkeiten ist eine nachgestellte Seeschlacht direkt vor dem Strand.

## Wirtschaft
Villajoyosa verfügt nicht über viel Industrie, Hauptwirtschaftszweig ist der Tourismus.
Bekannt ist Villajoyosa auch für die Schokoladenfabrik Valor mit angeschlossenem Schokoladenmuseum, welche im Jahr 2006 ihr 125-jähriges Bestehen gefeiert hat. Zu diesem Anlass kam das asturische Prinzenpaar zu Besuch. Die Stadt hat aufgrund dieses Besuchs ein kleines Museum eingerichtet.

## Sehenswürdigkeiten
- Torre de Hércules

## Verkehrsanbindung
Die Carreterra (Landstraße) N-332 verlief bis vor wenigen Jahren direkt durch den Ort, was zu großen Verkehrsproblemen geführt hat. Mittlerweile gibt es eine Umgehungsstraße, die direkt nach Benidorm führt. Es gibt eine Autobahnauffahrt auf die AP7 (E 15).
Die Schmalspurbahn Alicante – Denia wird im Ortskern über ein Viadukt geführt. Unmittelbar daneben befindet sich günstig zu erreichen der Bahnhof.

## Söhne und Töchter der Stadt
- Marta Baldó (* 1979), Rhythmische Sportgymnastin
- Anthony Jung (* 1991), deutscher Fußballspieler spanischer Abstammung
- Pablo Espinosa (* 1992), Schauspieler und Sänger
- José Rodríguez (* 1994), Fußballspieler
- Felipe Orts (* 1995), Radrennfahrer